# Európai Tehetségsegítő Hálózat

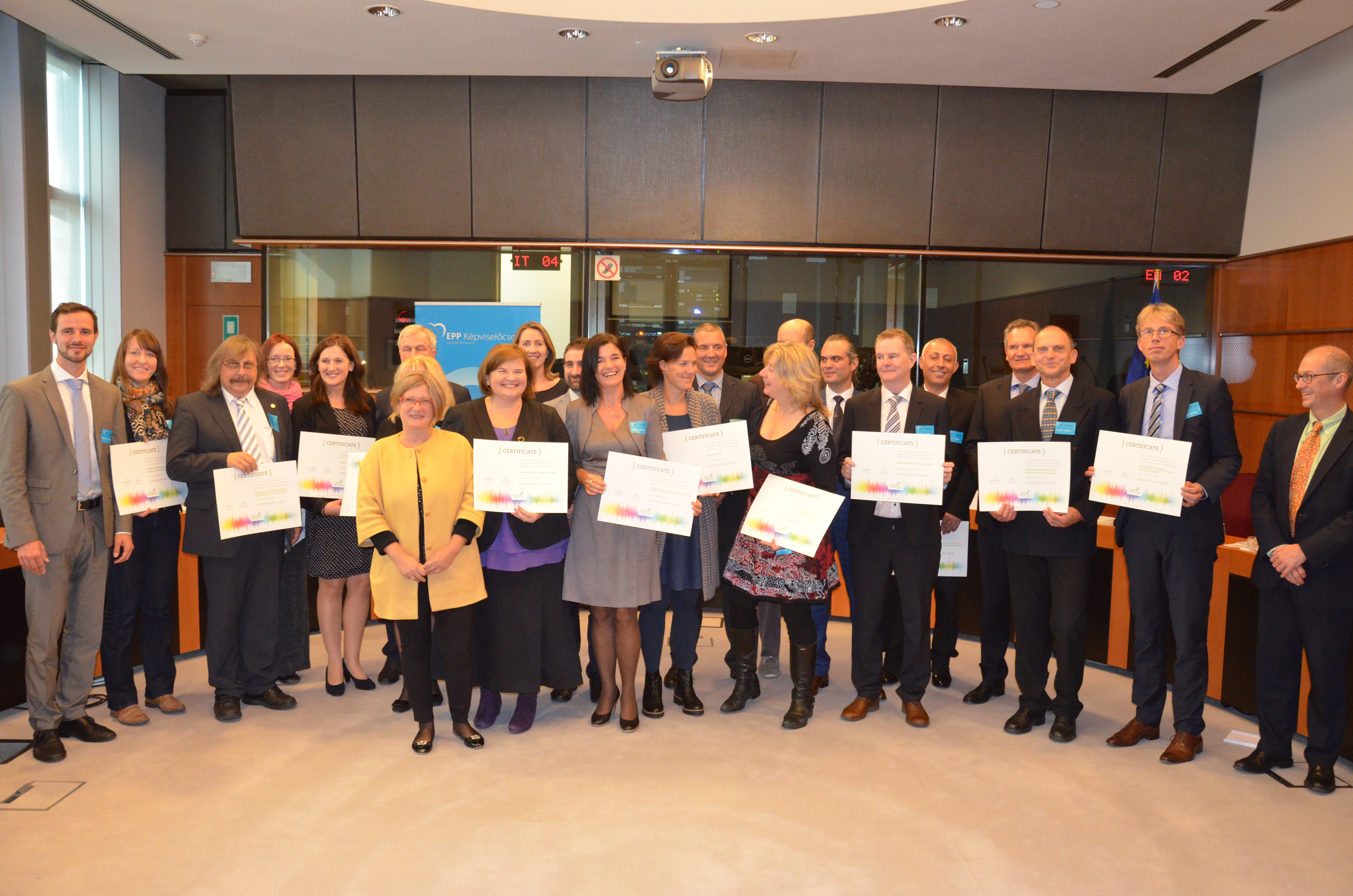
Az első 14 Tehetségközpont átveszi az ETSN tagságot igazoló oklevelet

Az Európai Tehetségsegítő Hálózat (European Talent Support Network / ETSN) 2015 szeptemberében alapított nemzetközi civil szervezet. Megalakulására az Európai Parlament brüsszeli épületében magas rangú tisztviselők, valamint EU parlamenti képviselők jelenlétében került sor. Jelenleg kb. 500 intézményével közel 50 országban van jelen. Hálózatként több ezer tanárt, tehetséggondozó szakértőt, pszichológust képvisel, akiknek kiemelkedően fontos a tehetséggondozás. Ez a gyakorlatban azt jelenti, hogy az ETSN tömöríti ma Európa legtöbb, a tehetséggondozás iránt a legváltozatosabb formákban elkötelezett szervezeteit, melyeknek több mint a fele európai közoktatási intézményekből kerül ki.

## Létrejötte
Létrejöttében kiemelkedően fontos szerepet játszott az Európai Tehetségtanács (ECHA) és annak akkori elnöke, Csermely Péter (biokémikus), hálózatkutató, aki a 2011-es budapesti, tehetséggondozásról szóló elnökségi konferencia nyitóelőadásában bemutatta a MATEHETSZ (Magyar Tehetségsegítő Szervezetek Szövetsége) által életre hívott, együttműködésen alapuló tehetséghálózat által elért eredményeket. A konferencia zárónyilatkozata már tartalmazta azt a közel 300 nemzetközi szakértő által elfogadott elképzelést, hogy érdemes az európai törekvéseket is összehangolni, hálózatba szervezni. 2012-től elkezdődött a hazai és az európai szakemberek között a párbeszéd, a közös gondolkodás egy európai tehetségsegítő hálózat létrehozásával kapcsolatban, az erről készült dokumentumokat az ECHA 2014 fogadta el. A 2015-ös megalakulása után az ETSN az ECHA része volt egészen 2019 júliusáig, amikor is a két szervezet különvált. A szétválás hátterében az ETSN hivatalos, Hollandiában történő regisztrációja állt. A holland törvények alapján a 2 szervezetnek minden ponton muszáj volt különválni, ugyanakkor a céljaik mind a mai napig bizonyos mértékig átfedésben vannak egymással. 2019 végén a két szervezet közös szerződésben biztosította egymás munkájának a segítését. Európában a tehetségtámogatásnak ez a fajtája teljesen újszerű volt, inspirálóan hatott az európai szakértőkre, tehetséggondozókra, később magára a tudományterületre is.

## Az ETSN tagjai
Az Európai Tehetségsegítő Hálózat egy folyamatos átalakulásban lévő, fejlődő rendszer. Tagjai lehetnek az úgy nevezett Európai (és Társult Európai) Tehetség Központok, illetve Európai (és Társult Európai) Tehetségpontok, melyek egyenrangú tagjai a Hálózatnak. Az Európai Tehetségközpontok a tehetségtámogatásnak egyszerre több területén is szakmailag kiemelkedő minőséget nyújtó intézmények. Egy-egy Európai Tehetségközpont tevékenységeinek halmaza sok tekintetben eltérő lehet; vannak olyanok, amelyek például inkább a tanárképzésre, mások pedig a fiatal tehetségekkel való közvetlen munkára fókuszálnak, de a magas szakmai munka és a Tehetségpontok számára történő tanácsadás lehetősége mindenhol adott. Az Európai Tehetségpontokba tartozó intézmények szintén a tehetségtámogatás valamely (általában egy-egy) területén dolgoznak, diákok számára szerveznek tehetséggondozó programokat, vagy bármi más tehetségtámogató tevékenységet végeznek. 

## Tehetségközpontok
Európai Tehetségközpontok (26 db) találhatók a következő országokban: Ausztriában (két központ), Belgiumban (2 központ), Csehországban, Dániában, Görögországban, Hollandiában, Horvátországban, Írországban, Litvániában, Magyarországon, Németországban (két központ), Olaszországban, Portugáliában, Spanyolországban (2 központ), Szlovákiában, Szlovéniában, Svájcban, Törökországban. A négy Európán kívüli úgy nevezett Társult Európai Tehetségközpont Indiában, Peruban, az Egyesült Arab Emirátusokban és Szaúd-Arábiában található.
2016 végétől az ETSN vezetését egy öt tagból álló választott Hálózat Tanács látja el. A Hálózati munka folyományaként megszületett a Hálózat közös honlapja és hírlevele (TalentWeb): http://etsn.eu/
A Hálózat honlapján található az úgy nevezett Európai Tehetségtérkép: https://etsn.eu/map-of-etsn/ is, amely a csatlakozott szervezetekről ad alapinformációkat.